# Hohengandern
Hohengandern is een gemeente in de Landkreis Eichsfeld in het noorden van Thüringen in Duitsland.
Hohengandern is een van oorsprong Hoogduits sprekende plaats, en ligt aan de Uerdinger Linie. Hohengandern telt 585 inwoners.